# Shortcake
 (décembre 2008).
Si vous disposez d'ouvrages ou d'articles de référence ou si vous connaissez des sites web de qualité traitant du thème abordé ici, merci de compléter l'article en donnant les références utiles à sa vérifiabilité et en les liant à la section « Notes et références ».

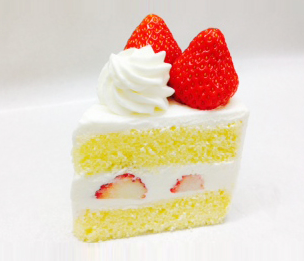
Shortcake à la fraise

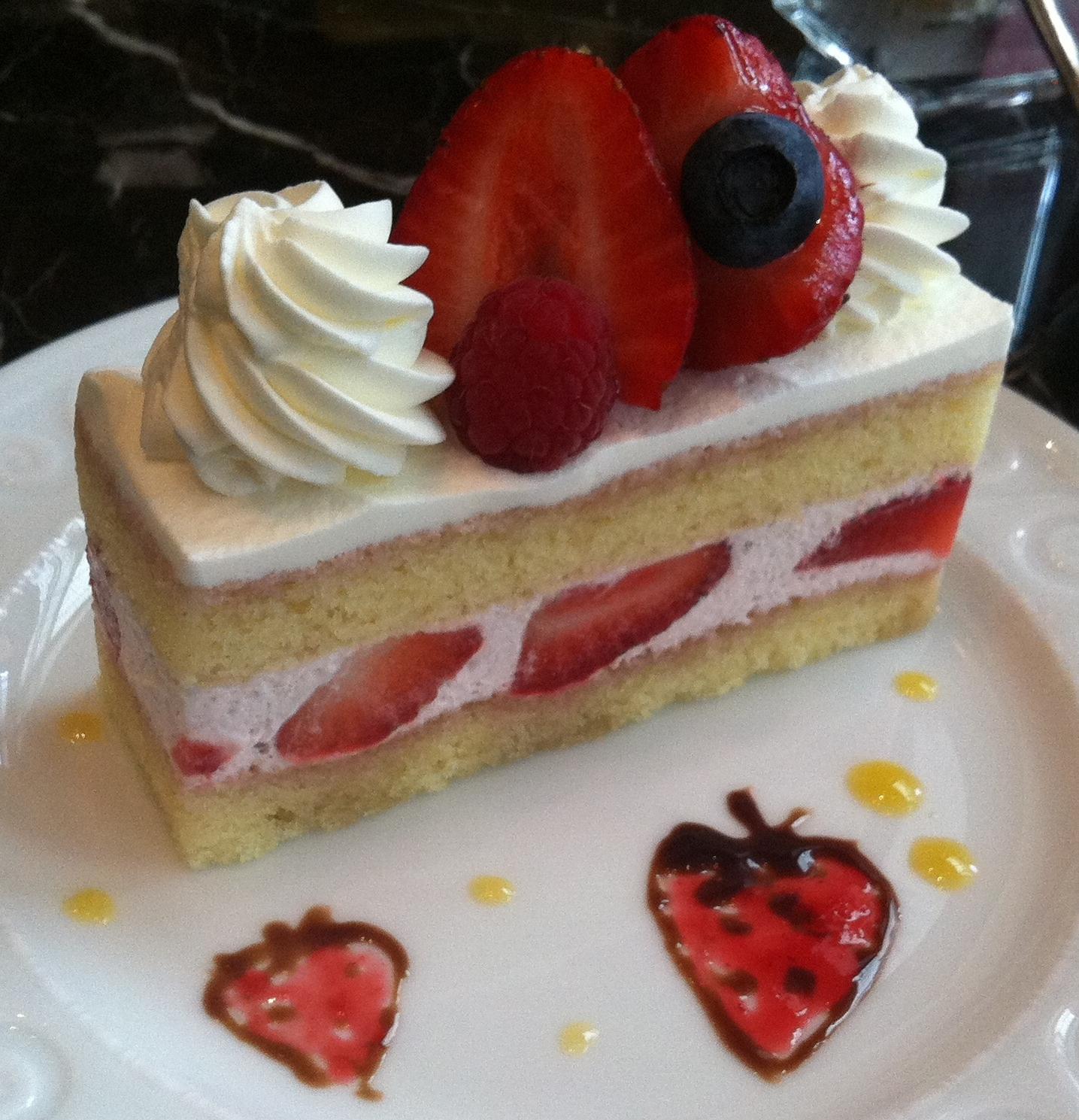
Shortcake à la crème aux fraises

Un shortcake est un petit gâteau britannique accompagnant généralement le thé.
Le shortcake est un gâteau ou un biscuit sucré au sens américain qui est un pain friable qui a été levé avec de la levure chimique ou du bicarbonate de sodium. Au Royaume-Uni, le terme shortcake fait référence à un biscuit similaire au shortbread. Ils sont généralement moins denses et plus croquants et secs que les sablés.
Le shortcake est généralement composé de farine, de sucre, de levure chimique ou de bicarbonate de soude, de sel, de beurre, de lait ou de crème, et parfois d'œufs. Les ingrédients secs sont mélangés, puis le beurre est coupé jusqu'à ce que le mélange ressemble à de la semoule de maïs. Les ingrédients liquides sont ensuite mélangés jusqu'à ce qu'ils soient humidifiés, ce qui donne une pâte raccourcie. La pâte est ensuite déposée par cuillerées sur une plaque à pâtisserie, roulée et coupée comme des biscuits à la levure chimique, ou versée dans un moule à gâteau, selon le degré d'humidité de la pâte et les préférences du boulanger. Ensuite, il est cuit à une température relativement élevée jusqu'à ce qu'il soit pris.